# Виробкі (Моґіленський повіт)
Виробкі (пол. Wyrobki, нім. Hochheim) — село в Польщі, у гміні Моґільно Моґіленського повіту Куявсько-Поморського воєводства.
Населення — 80 осіб (2011).
У 1975-1998 роках село належало до Бидгощського воєводства.

## Демографія
Демографічна структура станом на 31 березня 2011 року:
|          | Загалом | Допрацездатний вік | Працездатний вік | Постпрацездатний вік |
| -------- | ------- | ------------------ | ---------------- | -------------------- |
| Чоловіки | 38      | 13                 | 22               | 3                    |
| Жінки    | 42      | 6                  | 27               | 9                    |
| Разом    | 80      | 19                 | 49               | 12                   |